# Stuttgart (Arkansas)
Stuttgart er en amerikansk by og administrativt centrum for det amerikanske county Arkansas County i staten Arkansas. I 2000 havde byen et indbyggertal på 9.745.
34°29′49″N 91°33′3″V / 34.49694°N 91.55083°V